# Taxi Tata
Taxi Tata is een kortverhaal in de reeks Suske en Wiske dat tussen 30 oktober 2010 en 1 april 2011 verscheen in TrosKompas, de televisiegids van de Nederlandse publieke omroep TROS. De tekeningen zijn van Dirk Stallaert, het scenario is van Peter Van Gucht. Ondanks dat het een verhaal uit de Suske en Wiske reeks betreft komen de twee personages niet in het verhaal voor.
Ter gelegenheid van het derde Stripfestival van Lanaken op 16 oktober 2011 verscheen het verhaal in een luxe-uitgave in een gekartonneerde band met een linnen rug in een oplage van 500 genummerde exemplaren en 20 auteurs- en uitgeversexemplaren van A t/m T. Later werd het verhaal werd samen met Expeditie Robikson opgenomen in de vierkleurenreeks als nummer 334.
In 2022 werd het verhaal nogmaals afzonderlijk uitgebracht in een uitgave voor een reclame-actie van Kruidvat.

## Personages
In dit verhaal spelen de volgende personages mee:
- Lambik, tante Sidonia, voorbijgangers, Rocco, vrachtwagenchauffeur, Don Carambole, Jimmy (peuter), piccolo, receptioniste, Cynthia Pottedori, Adamo, agent, Beshkno (taxichauffeur, lid van de Potawatomi-stam)

## Locaties
Dit verhaal speelt zich af op de volgende locaties:
- België, garage met oldtimers, Verenigde Staten, Chicago, hotel Pottedori

## Verhaal
Lambik rijdt met tante Sidonia naar het theater, maar kan de weg niet vinden. Tante Sidonia besluit een taxi te nemen en Lambik verdwaald daarna hopeloos en komt terecht in een loods waar geïmporteerde auto's uit de Verenigde Staten zijn opgeslagen. Hij valt in slaap in een oude taxi en wordt wakker in Chicago in de jaren 30. De taxi wordt onder vuur genomen door gangsters en er volgt een wilde achtervolging door de stad. Lambik weet te ontkomen en ontdekt dat er een peuter in de kofferbak van de taxi verstopt is. 
Het kind heeft een logo van een hotel op zijn kleding en Lambik levert de peuter af. De vader blijkt eigenaar van het hotel te zijn. Lambik hoort dat de vorige taxichauffeur is neergeschoten en de moeder van de peuter is ontvoerd. Eén van de gangsters komt in het hotel en neemt de peuter mee. Lambik kan voorkomen dat de jongen in een auto wordt gezet. Opnieuw volgt een achtervolging en Lambik kan de DeSoto nauwelijks kwijtraken. Hij lokt de gangsters een steiger op en daar blijkt dat alleen de knuffel van Mickey Mouse meegenomen is naar boven. De peuter zit nog in de taxi en de gangsters komen daar als eerste terug en rijden met de auto weg. Lambik waarschuwt een agent en gaat naar het hotel. Daar komt hij erachter dat de stiefbroer van peuter Jimmy achter de ontvoering zat. 
Zijn vader Joseph en zijn vrouw bleven kinderloos en adopteerden Tony. Na dertig jaar overlijdt zijn vrouw en Joseph hertrouwd en uit dit huwelijk wordt een jongetje geboren. Tony is bang geen erfenis te ontvangen en wilde het kind ten vondeling leggen in het buitenland. Joseph was in het buitenland om behandeld te worden en is inmiddels terug. Hij vertelt dat de erfenis netjes verdeeld zal worden en vergeeft zijn zoon, die veel spijt heeft. Lambik ontmoet een Beshkno en hoort dat de amulet van toverhazelaar in verbinding staat met de Grote Geest. Hierdoor is hulp gezocht in de toekomst toen Beshkno neergeschoten werd en Cynthia werd ontvoerd. Lambik vraagt zich af hoe hij terugkomt naar huis en valt in slaap. Als hij wakker wordt, staat de eigenaar van de garage naast de oldtimer. Lambik koopt de amulet en hangt deze in zijn eigen auto.